# Marcilhac-sur-Célé
Marcilhac-sur-Célé – miejscowość i gmina we Francji, w regionie Oksytania, w departamencie Lot.
Według danych na rok 1990 gminę zamieszkiwało 196 osób, a gęstość zaludnienia wynosiła 7 osób/km² (wśród 3020 gmin regionu Midi-Pyrénées Marcilhac-sur-Célé plasuje się na 867. miejscu pod względem liczby ludności, natomiast pod względem powierzchni na miejscu 340.).